# Sobekhotep I
Sobekhotep I fou el primer faraó de la dinastia XIII. Era fill d'Amenemhet IV de la dinastia XII. Va regnar uns tres anys. El seu nom Horus fou Hor mnx..., el Nebti nb.tj anx nTr.w ('Les dues senyores, el déus viuen'), el seu nom Sa Ra fou Sekhemre Khutawi ('El poder de Ra, protector de les dues terres') i el seu nom de regnat Sobekhotep ('Sobek està satisfet'); és indicat a la llista de reis com a Sekhemre Khutawi Sobekhotep.
Durant el seu regnat, Yakbim Sekhaenre, un senyor local del delta, estranger, va adquirir força poder i va fundar la dinastia XIV a Àvaris. Les expedicions al Sinaí es van aturar potser perquè el camí estava tallat per aquest governant. Després d'un període d'hostilitats, es va consolidar la divisió.
El papir Boulaq 18 de Tebes esmenta el seu visir Ankhu i la seva dona Ay, entre altres dignataris.
Per un error, apareix a la llista del papir com el sobirà 19è, i en col·loca Wegaf com el primer, però està comprovat que és un error, degut segurament a la similitud del noms que precedeixen al títol.